# Detlev-Rohwedder-Haus

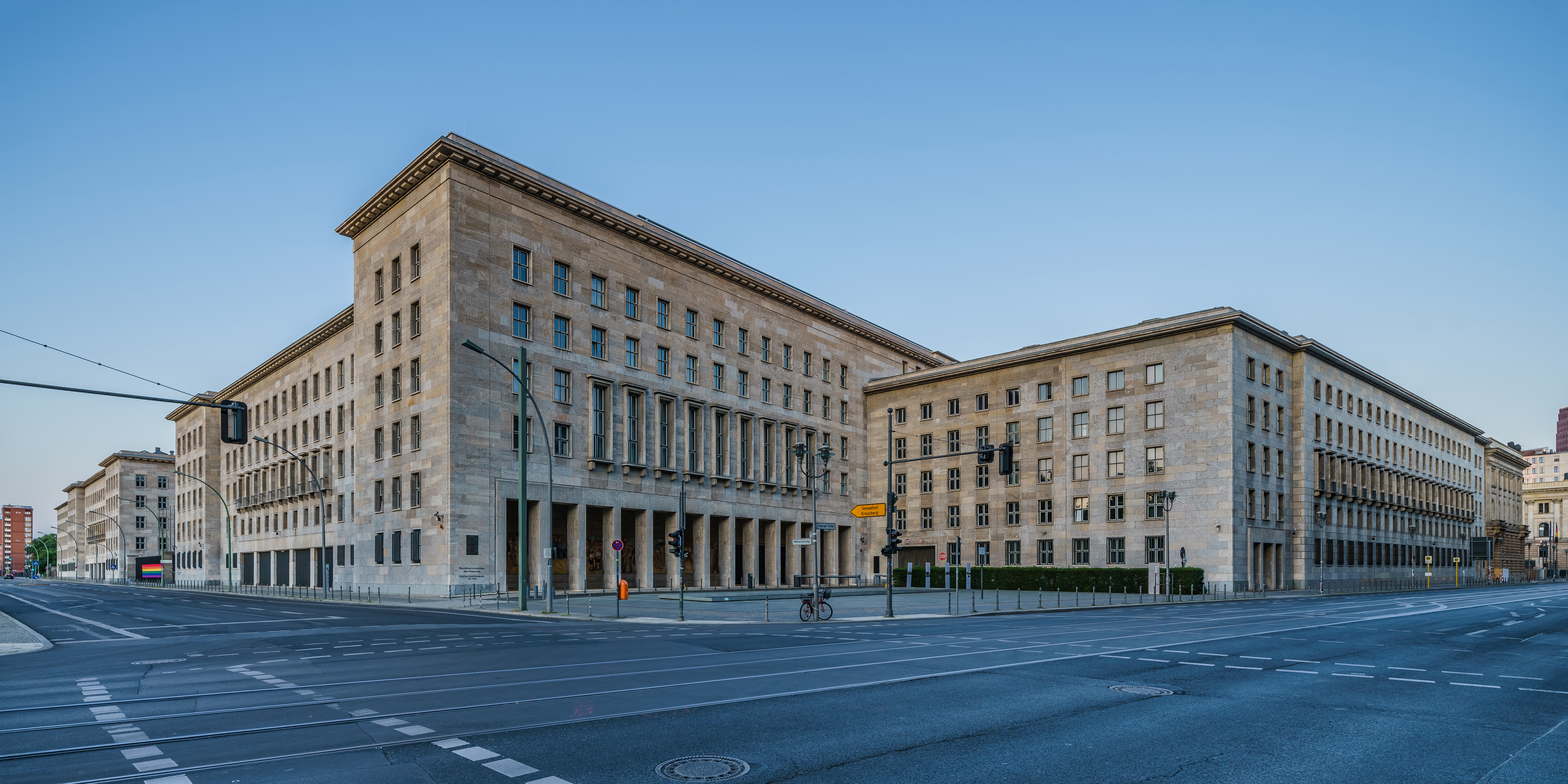
Detlev-Rohwedder-Hause (2017)

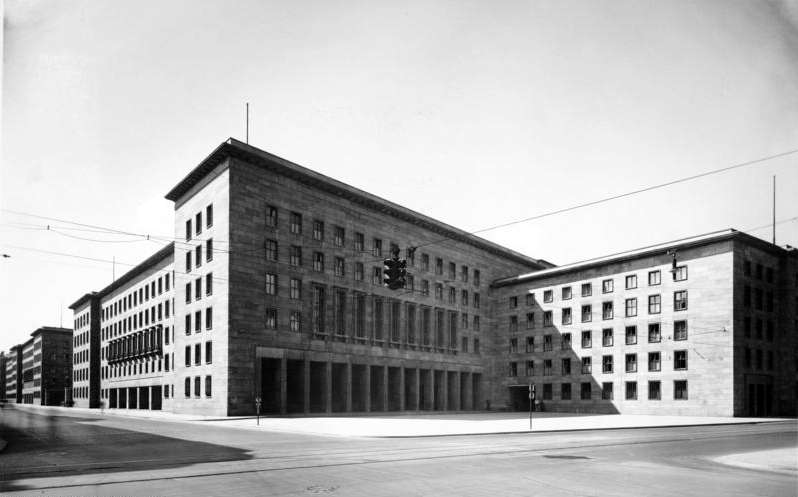
L'edifici del Ministeri de l'Aire (1938)

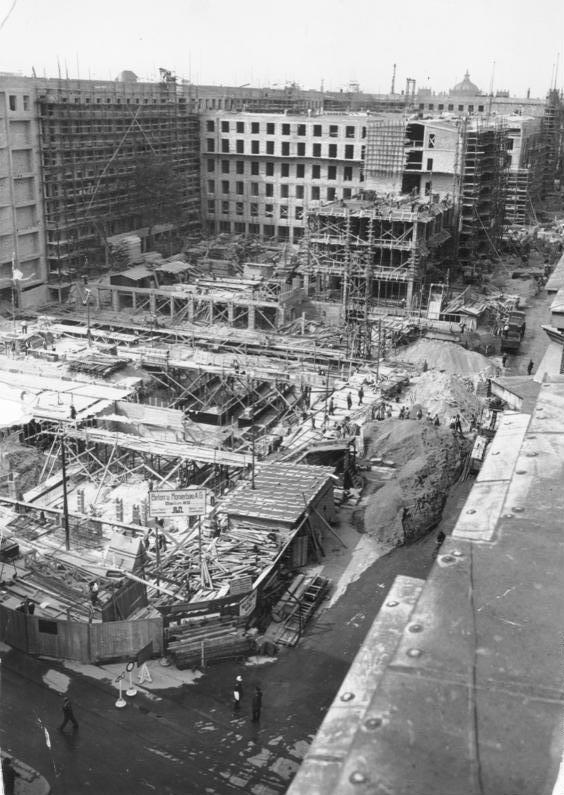
Construcció de l'edifici del Ministeri de l'Aire (1935)

La Detlev-Rohwedder-Hause ("Casa Detlev Rohweder") és un edifici de Berlín que quan es va construir, era l'edifici d'oficines més gran d'Europa. Va ser construït entre febrer de 1935 i agost de 1936 per allotjar el Reichsluftfahrtministerium o RLM, el ministeri nacional de l'aviació.
Durant la República Democràtica Alemanya va ser coneguda com la Haus der Ministerien (Casal dels Ministeris). El 1992 va rebre el nom de Detlev-Rohwedder-Hause, en honor de Detlev Karsten Rohwedder, assassinat l'any anterior, cap del Treuhandanstalt que va tenir la seva seu allà des del 1991 fins al 1995. Tot i això, l'edifici és més conegut com a Edifici del Ministeri de l'Aire. Des de 1999, l'edifici és la seu del Bundesministerium der Finanzen (Ministeri de finances federal) .

## Disseny i construcció
L'edifici va ser dissenyat per Ernst Sagebiel (1892-1970) en l'estil típic de l'arquitectura de la intimidació nacionalsocialista. Ocupa més de 250 metres al llarg de Wilhelmstraße i cobreix tota la longitud del bloc entre Prinz-Albrecht-Straße i Leipziger Straße, fins i tot corrent al llarg de Leipziger Straße fins a unir-se a l'edifici del Bundesrat. Es va edificar sobre un esquelet de formigó armat amb revestiment exterior de pedra calcària i travertí. Amb els seus set pisos i una superfície total de 112.000 metres quadrats, 2.800 habitacions, 7 quilòmetres de passadissos, 17 escales i més de 4.000 finestres havia de servir a la creixent burocràcia de la Luftwaffe, a més de l'autoritat d'aviació civil d'Alemanya, que també es trobava allà. Tot i això només va trigar 18 mesos a construir-se, l'exèrcit de treballadors va treballar en torns dobles i els diumenges. Les primeres 1.000 oficines es van lliurar a l'octubre de 1935 després de només vuit mesos de construcció. Aleshores era l'edifici d'oficines més gran d'Europa.

## Postguerra
Després de la fi de la Segona Guerra Mundial, l'edifici lleugerament malmès del RLM va ser utilitzat inicialment per l'Administració Militar Soviètica (SMAD) a la SBZ (Zona Soviètica de Berlín). Més tard la Comissió Econòmica Alemanya (DWK) i després la Comissió Estatal de Planificació i el Consell Econòmic de la RDA es van traslladar a parts de l'edifici.
L'edifici també es va convertir en el lloc de reunió del Consell del Poble Alemany, que va fundar la RDA el 7 d'octubre de 1949.
Després de la fundació de la RDA, diversos ministeris es van allotjar al complex. L'edifici va ser oficialment designat com a Haus der Ministerien.
Entre 1950 i 1953, en lloc de l'anterior relleu de pedra de gran format Fahnenkompanie ("Companyia de Banderes") de l'escultor Arnold Waldschmidt (1873-1958) on desfilaven uns soldats amb banderes amb l'esvàstica s'hi instal·la Aufbau der Republik ("Construint la República") un monumental mural de 24m × 3m en rajoles de porcellana de Meissen com al·legoria de la nova república alemanya, creada pel retratista i paisatgista Max Lingner. La imatge concebuda originalment per l'artista va ser revisada diverses vegades a petició del president del Consell d'Estat, Walter Ulbricht i del primer ministre Otto Grotewohl, per tal de presentar una sortida eufòrica de la classe obrera alemanya per unir-se amb la pagesia i la intel·ligència d'Alemanya per establir el socialisme.

Aufbau der Republik ("Construint la República") de Porcellana de Meissen

## Ús des de la reunificació alemanya (des de 1990)
Després de la reunificació alemanya el 3 d'octubre de 1990, el Ministeri Federal de Finances es va traslladar a l'edifici, inicialment, però, com a sucursal. En aquell moment també hi havia la sucursal de l'Oficina d'Auditoria Federal.
Del 1991 al 1994, la seu del Treuhandanstalt es va ubicar al complex d'edificis de Wilhelmstrasse 97. L'any 1992 l'edifici va passar a anomenar-se Detlev-Rohwedder-Haus - després que el president del Treuhandanstalt, Detlev Rohwedder, fos assassinat per la Fracció de l'Exèrcit Roig. Entre 1994 i 1999 l'edifici va ser reconstruït i renovat.
La seu del Ministeri de Finances Federal es troba aquí a Wilhelmstrasse, 97 des de 1999. Les parts de l'administració del Consell Federal s'allotgen a l'anomenada ala 1A a Leipziger Straße, 5-7. Tot el complex de l'edifici, incloses les pintures murals i les obres d'art dels jardins, és un edifici catalogat.

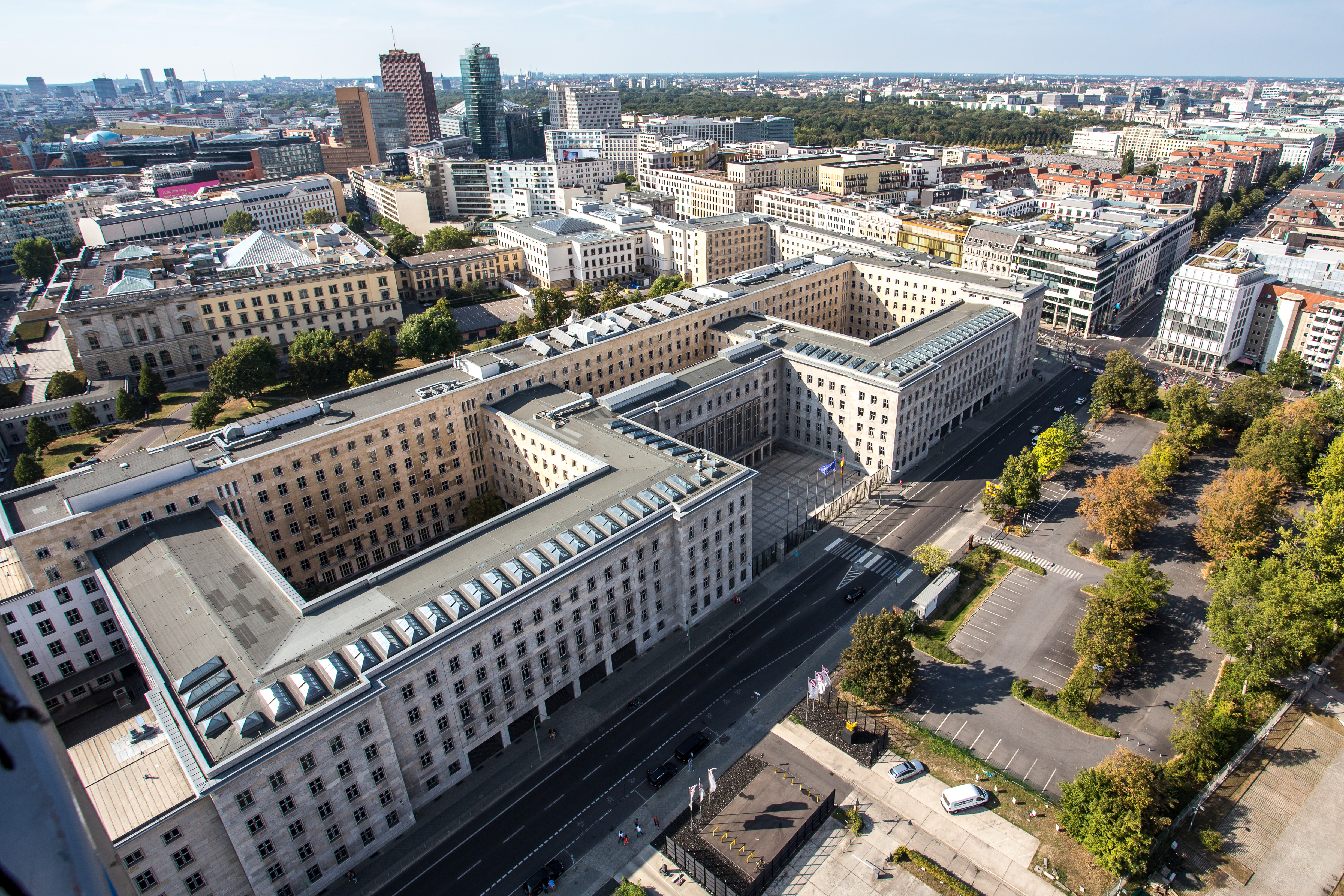
Vista aèria de la Detlev-Rohwedder-Haus (2016)